# Sola (film 1931)
Sola (Одна, Odna) è un film muto del 1931 diretto da Grigorij Michajlovič Kozincev e Leonid Zacharovič Trauberg.